# A Profesionałna futbołna grupa (2009/2010)
A Profesionałna futbołna grupa (2009/2010) była 86. edycją najwyższej piłkarskiej klasy rozgrywkowej w Bułgarii. W rozgrywkach brało udział 16 zespołów. Sezon rozpoczął się 8 sierpnia 2009, a zakończył w maju 2010. Tytułu nie obroniła drużyna Lewski Sofia. Nowym mistrzem Bułgarii został zespół Liteks Łowecz.

## Drużyny
| Uczestnicy poprzedniej edycji                                                                                 | Uczestnicy poprzedniej edycji | Uczestnicy poprzedniej edycji | Uczestnicy poprzedniej edycji |
| --- | ----------------------------- | ----------------------------- | ----------------------------- |
| LEV | Lewski Sofia                  | 1                             |                               |
| CSS | CSKA Sofia                    | 2                             |                               |
| CHM | Czerno More Warna             | 3                             |                               |
| LIT | Liteks Łowecz                 | 4                             |                               |
| LSO | Łokomotiw Sofia               | 5                             |                               |
| LPL | Łokomotiw Płowdiw             | 6                             |                               |
| CHB | PSFK Czernomorec Burgas       | 7                             |                               |
| LME | Lokomotiw Mezdra              | 8                             |                               |
| SLA | Sławia Sofia                  | 9                             |                               |
| PIR | Pirin Błagojewgrad            | 10                            |                               |
| MIN | Minior Pernik                 | 11                            |                               |
| OFC | OFK Sliwen                    | 12                            |                               |
| BOT | Botew Płowdiw                 | 13                            |                               |
| Spadek z A PFG                                                                                                |                               |                               |                               |
| VIH | Wichren Sandanski             | 14                            |                               |
| SPV | Spartak Warna                 | 15                            |                               |
| BEL | Belasica Petricz              | 15                            |                               |
| Awans z B PFG                                                                                                 |                               |                               |                               |
| grupa wschodnia                                                                                               |                               |                               |                               |
| BSZ | Beroe Stara Zagora            | 1                             |                               |
| grupa zachodnia                                                                                               |                               |                               |                               |
| MON | PFK Montana                   | 1                             |                               |
| w barażach |                               |                               |                               |
| SPO | Sportist Swoge                | ?                             |                               |
| Oznaczenia: - kolumna pierwsza – skróty nazw drużyn, - kolumna trzecia – miejsce zajęte w poprzednim sezonie. |                               |                               |                               |

## Zarys
| Klub                    | Miejscowość  | Trener                        | Stadion                           | Pojemność |
| ----------------------- | ------------ | ----------------------------- | --------------------------------- | --------- |
| Beroe Stara Zagora      | Stara Zagora | Ilian Iliew                   | Stadion Miejski                   | 25 tys.   |
| Botew Płowdiw           | Płowdiw      | Enrico Piccioni               | Stadion im. Christo Botewa        | 22 tys.   |
| Czerno More Warna       | Warna        | Welizar Popow                 | Ticza                             | 12,5 tys. |
| PSFK Czernomorec Burgas | Burgas       | Krasimir Bałykow              | Stadion Nafteksu                  | 18 037    |
| CSKA Sofia              | Sofia        | Paweł Doczew                  | Stadion Armii Bułgarskiej         | 22 015    |
| Lewski Sofia            | Sofia        | Georgi Iwanow Antoni Zdrawkow | Stadion im. Georgiego Asparuchowa | 29 800    |
| Liteks Łowecz           | Łowecz       | Angeł Czerwenkow              | Stadion Gradski                   | 7 tys.    |
| Lokomotiw Mezdra        | Mezdra       | Wojn Wojnow                   | Stadion Lokomotiwu                | 5 tys.    |
| Łokomotiw Płowdiw       | Płowdiw      | Christo Bonew                 | Stadion Lokomotiwu                | 18,8 tys. |
| Łokomotiw Sofia         | Sofia        | Dimityr Wasew                 | Stadion Łokomotiwu                | 22 tys.   |
| Minior Pernik           | Pernik       | Anton Wełkow                  | Stadion Miniora                   | 16,5 tys. |
| PFK Montana             | Montana      | Atanas Dżambaski              | Ogosta                            | 8 tys.    |
| OFK Sliwen              | Sliwen       | Dragoljub Simonović           | Stadion im. Hadżiego Dimitra      | 15 tys.   |
| Pirin Błagojewgrad      | Błagojewgrad | Stefan Grozdanow              | Stadion im. Christo Botewa        | 16 tys.   |
| Sławia Sofia            | Sofia        | Welisław Wucow                | Owcza Kupel                       | 32 tys.   |
| Sportist Swoge          | Swoge        | Stojczo Stoew                 | Stadion im. Czawdara Cwetkowa     | 3 tys.    |

### Zmiany trenerów
| Drużyna            | Odchodzący                     | Powód | Data       | Tab. | Przychodzący                   |
| ------------------ | ------------------------------ | --- | ---------- | ---- | ------------------------------ |
| Lewski Sofia       | Emil Welew                     | zwolniony mimo zdobycia mistrzostwa kraju i udanego startu w pucharach (9:0 z UE Sant Julià)                                                                                                 | 23.07.2009 | –    | Ratko Dostanić                 |
| Lokomotiw Mezdra   | Georgi Todorow                 | zwolniony na kilka dni przed rozpoczęciem sezonu po porażkach w meczach towarzyskich | 06.08.2009 | –    | Wojn Wojnow                    |
| Łokomotiw Płowdiw  | Ajan Sadykow                   | zwolniony po pierwszej kolejce (0:5 z CSKA Sofia) | 12.08.2009 | 15.  | Iwan Marinow                   |
| Botew Płowdiw      | Władimir Czernew               | zwolniony po dwu kolejkach, w których klub zanotował dwie porażki, m.in. 0:5 z Lewskim | 22.08.2009 | 14.  | Enrico Piccioni                |
| Liteks Łowecz      | Stanimir Stoiłow               | zrezygnował po porażce z BATE Borysów w eliminacjach do fazy grupowej LE | 28.08.2009 | 11.  | Angeł Czerwenkow               |
| Sportist Swoge     | Aleksandyr Aleksandrow         | zwolniony po czterech meczach, w których zespół doznał trzech porażek i ani razu nie zwyciężył                                                                                               | 31.08.2009 | 14.  | Stefan Kolew                   |
| Czerno More Warna  | Nikola Spasow                  | zwolniony po ligowej porażce z Beroe Stara Zagora | 18.09.2009 | 9.   | Welizar Popow                  |
| Lewski Sofia       | Ratko Dostanić                 | zrezygnował po pięciu ligowych meczach bez zwycięstwa z rzędu, wcześniej prowadzony przez niego Lewski przegrał eliminacje do Ligi Mistrzów z Debreczyn VSC                                  | 19.10.2009 | 9.   | Georgi Iwanow Antoni Zdrawkow  |
| Pirin Błagojewgrad | Naci Şensoy                    | pożegnał się z klubem niedługo po ligowej porażce 0:4 z Lokomotiwem Mezdra | 28.10.2009 | 11.  | Stefan Grozdanow               |
| Łokomotiw Płowdiw  | Iwan Marinow                   | podał się do dymisji po porażce z derbach z Botewem, zakończonych bijatyką na boisku | 03.11.2009 | 14.  | Stefan Genow                   |
| OFK Sliwen 2000    | Dian Petkow                    | dawno zapowiadaną rezygnację złożył po remisie z Beroe | 03.11.2009 | 13.  | Dragoljub Simonović            |
| FK Montana         | Stewica Kuzmanowski            | ? | 23.12.2009 | 11.  | Atanas Dżambazki               |
| Sportist Swoge     | Stefan Kolew                   | ? | 24.12.2009 | 14.  | Stojczo Stoew                  |
| Łokomotiw Płowdiw  | Stefan Genow                   | zwolniony po tym, jak Łokomotiw zajął przedostatnie miejsce w tabeli na koniec rundy jesiennej                                                                                               | 26.12.2009 | 15.  | Naci Şensoy                    |
| CSKA Sofia         | Ljubosław Penew                | wśród powodów zwolnienia podawano trudności z utrzymaniem dyscypliny wśród zawodników | 13.01.2010 | 2.   | Ioan Andone                    |
| CSKA Sofia         | Ioan Andone                    | oficjalnym powodem rezygnacji był bezbramowy remis w derby z Lewskim, jednak dziennikarze sugerowali, że trener dogadał się z Rapidem Bukareszt, do którego zresztą trafił kilka dni później | 30.03.2010 | 3.   | Adałbert Zafirow Dimityr Penew |
| Łokomotiw Sofia    | Dragomir Okuka                 | zwolniony po ligowej porażce 1:2 z Czerno More Warna | 26.04.2010 | 3.   | Dimityr Wasew                  |
| Łokomotiw Płowdiw  | Naci Şensoy                    | ? | 04.05.2010 | 13.  | Christo Bonew                  |
| CSKA Sofia         | Adałbert Zafirow Dimityr Penew | koniec misji trenerów tymczasowych po znalezieniu stałego szkoleniowca | 13.05.2010 | 2.   | Paweł Doczew                   |

## Tabela
| Lp. | Drużyna                 | M  | Z  | R  | P  | Bramki | Bramki | Różn. | Pkt | Uwagi                                                       |
| --- | ----------------------- | -- | -- | -- | -- | ------ | ------ | ----- | --- | ----------------------------------------------------------- |
| 1   | Liteks Łowecz (M)       | 30 | 22 | 4  | 4  | 59     | 17     | +42   | 70  | Liga Mistrzów UEFA • II runda kwalifikacyjna                |
| 2   | CSKA Sofia              | 30 | 16 | 10 | 4  | 51     | 25     | +26   | 58  | Liga Europy UEFA • III runda kwalifikacyjna                 |
| 3   | Lewski Sofia            | 30 | 17 | 6  | 7  | 57     | 26     | +31   | 57  | Liga Europy UEFA • II runda kwalifikacyjna                  |
| 4   | Łokomotiw Sofia         | 30 | 15 | 7  | 8  | 47     | 33     | +14   | 52  |                                                             |
| 5   | PSFK Czernomorec Burgas | 30 | 15 | 6  | 9  | 44     | 29     | +15   | 51  |                                                             |
| 6   | Sławia Sofia            | 30 | 14 | 8  | 8  | 34     | 28     | +6    | 50  |                                                             |
| 7   | Czerno More Warna       | 30 | 13 | 9  | 8  | 40     | 28     | +12   | 48  |                                                             |
| 8   | Minior Pernik           | 30 | 13 | 6  | 11 | 38     | 26     | +12   | 45  |                                                             |
| 9   | Pirin Błagojewgrad      | 30 | 11 | 10 | 9  | 34     | 32     | +2    | 43  |                                                             |
| 10  | Beroe Stara Zagora      | 30 | 10 | 8  | 12 | 30     | 36     | −6    | 38  | Liga Europy UEFA • III runda kwalifikacyjna1                |
| 11  | PFK Montana             | 30 | 9  | 9  | 12 | 30     | 37     | −7    | 36  |                                                             |
| 12  | Łokomotiw Płowdiw       | 30 | 9  | 6  | 15 | 36     | 52     | −16   | 33  |                                                             |
| 13  | OFK Sliwen              | 30 | 9  | 5  | 16 | 29     | 40     | −11   | 32  |                                                             |
| 14  | Lokomotiw Mezdra (S)    | 30 | 7  | 6  | 17 | 30     | 48     | −18   | 27  | Spadek do [[B Futbołna grupa ({{{s}}})\|B Futbołnej grupy]] |
| 15  | Sportist Swoge (S)      | 30 | 5  | 4  | 21 | 23     | 59     | −36   | 19  | Spadek do [[B Futbołna grupa ({{{s}}})\|B Futbołnej grupy]] |
| 16  | Botew Płowdiw2 (S)      | 30 | 1  | 4  | 25 | 12     | 78     | −66   | 1   | Spadek do [[B Futbołna grupa ({{{s}}})\|B Futbołnej grupy]] |

## Wyniki
| Gospodarz \ Gość        | BSZ  | BOT  | CHM  | CHB  | CSS  | LEV  | LIT  | LME  | LPL | LSO  | MIN | MON | OFC  | PIR | SLA | SPO |
| Beroe Stara Zagora      |      | 3:1  | 0:0  | 1:1  | 0:0  | 1:3  | 3:0  | 1:0  | 0:1 | 2:1  | 0:3 | 0:0 | 0:1  | 1:1 | 0:1 | 1:0 |
| Botew Płowdiw           | 0:32 |      | 0:32 | 0:32 | 0:1  | 0:32 | 0:32 | 0:32 | 1:0 | 0:32 | 0:3 | 2:3 | 0:32 | 2:2 | 0:1 | 1:1 |
| Czerno More Warna       | 0:0  | 3:0  |      | 2:0  | 0:0  | 1:1  | 0:0  | 2:0  | 3:2 | 4:2  | 1:0 | 2:1 | 4:0  | 1:1 | 1:1 | 3:0 |
| PSFK Czernomorec Burgas | 0:2  | 2:0  | 2:1  |      | 2:0  | 1:1  | 1:2  | 3:0  | 2:1 | 0:2  | 3:1 | 1:1 | 2:0  | 2:1 | 2:2 | 3:0 |
| CSKA Sofia              | 3:0  | 3:02 | 2:2  | 0:0  |      | 2:0  | 1:0  | 4:0  | 3:2 | 5:1  | 0:3 | 1:1 | 1:0  | 1:1 | 2:0 | 4:1 |
| Lewski Sofia            | 0:1  | 5:0  | 3:0  | 0:1  | 0:0  |      | 2:2  | 3:1  | 2:0 | 1:2  | 3:1 | 3:1 | 2:0  | 2:0 | 3:0 | 5:0 |
| Liteks Łowecz           | 3:0  | 2:1  | 4:0  | 2:0  | 2:0  | 3:0  |      | 3:0  | 5:0 | 2:0  | 1:0 | 3:0 | 1:0  | 0:1 | 1:0 | 2:0 |
| Lokomotiw Mezdra        | 2:1  | 2:2  | 1:2  | 0:5  | 4:03 | 1:1  | 0:5  |      | 0:0 | 1:2  | 0:1 | 0:2 | 1:1  | 4:0 | 0:0 | 2:1 |
| Łokomotiw Płowdiw       | 1:3  | 3:02 | 1:0  | 2:1  | 0:5  | 2:2  | 0:3  | 0:1  |     | 2:1  | 3:3 | 2:4 | 1:2  | 2:0 | 0:2 | 3:0 |
| Łokomotiw Sofia         | 2:0  | 2:2  | 1:2  | 0:1  | 2:2  | 2:0  | 0:1  | 2:1  | 3:0 |      | 1:1 | 0:0 | 2:0  | 1:0 | 0:0 | 3:2 |
| Minior Pernik           | 3:0  | 3:02 | 1:0  | 2:0  | 0:0  | 0:2  | 0:1  | 1:0  | 0:0 | 1:2  |     | 1:1 | 4:2  | 0:1 | 0:1 | 1:2 |
| PFK Montana             | 2:1  | 3:02 | 1:2  | 2:0  | 1:2  | 0:2  | 0:0  | 1:1  | 2:3 | 0:1  | 0:0 |     | 0:0  | 0:3 | 2:0 | 1:0 |
| OFK Sliwen              | 1:1  | 3:0  | 0:0  | 0:1  | 2:4  | 1:0  | 1:2  | 1:0  | 1:1 | 1:3  | 1:3 | 1:0 |      | 4:0 | 1:2 | 1:0 |
| Pirin Błagojewgrad      | 2:2  | 3:02 | 1:0  | 1:3  | 0:0  | 0:2  | 4:1  | 3:1  | 0:0 | 1:1  | 0:1 | 2:0 | 2:0  |     | 1:0 | 2:0 |
| Sławia Sofia            | 3:1  | 3:02 | 1:0  | 3:2  | 1:3  | 1:3  | 1:1  | 1:0  | 1:3 | 0:0  | 1:0 | 4:0 | 2:1  | 0:0 |     | 1:0 |
| Sportist Swoge          | 1:2  | 3:02 | 2:1  | 0:0  | 0:2  | 2:3  | 2:4  | 0:4  | 2:1 | 1:5  | 0:1 | 0:1 | 1:0  | 1:1 | 1:1 |     |

Źródło: 
Objaśnienia:
1Drużyna gospodarzy jest wymieniona po lewej stronie tabeli.
2Mecze zostały zweryfikowane jako walkower 3:0 po wydaleniu drużyny Botewa podczas przerwy zimowej.
3Mecz został przerwany w 66 minucie, kiedy prowadził Lokomotiw Mezdra 1:0, ze względu na wtargnięcie kibiców CSKA. Wynik zweryfikowano jako 4:0 dla Lokomotiwu Mezdra. Oprócz tego CSKA Sofia zostało ukarane grzywną oraz ich stadion został zawieszony na trzy mecze
Kolory: zielony – zwycięstwo gospodarzy, żółty – remis, różowy – zwycięstwo gości.

## Najlepsi strzelcy
19 bramek
- Wilfried Niflore (Liteks Łowecz)

16 bramek
- Martin Kamburow (Łokomotiw Sofia)

11 bramek
- Ismail Isa (Lokomotiw Mezdra)
- Junior (Sławia Sofia)
- Georgi Andonow (Beroe Stara Zagora)
- Christo Jowow (Lewski Sofia)

10 bramek
- Dejan Christow (OFK Sliwen)

9 bramek
- Mirosław Antonow (Sportist Swoge/Lewski Sofia)
- Goran Janković (Minior Pernik)

8 bramek
- Iwan Stojanow (CSKA Sofia)
- Jordan Todorow (CSKA Sofia/Łokomotiw Płowdiw)

Źródło: